# Theope cratylus
Espèce
Theope cratylus est une espèce d'insectes lépidoptères de la famille  des Riodinidae et au genre Theope.

## Taxonomie
Theope cratylus a été décrit par Frederick DuCane Godman et Osbert Salvin en 1886.

## Description
Theope cratylus est un papillon à l'apex des ailes antérieures pointu. Le dessus des ailes est bleu et marron foncé à noir. Les ailes antérieures ont une bordure costale et une bordure externe marron laissant qu'une grande plage triangulaire bleue, alors que les ailes postérieures sont marron largement poudrées de bleu.
Le revers est de couleur ocre cuivré.

## Écologie et distribution
Theope cratylus est présent à Panama et au Costa Rica.

### Protection
Pas de statut de protection particulier.